# クネーフェナーゲル縮合
クネーフェナーゲル縮合（クネーフェナーゲルしゅくごう、Knoevenagel condensation）とは、有機化学における合成反応のひとつ。活性メチレン化合物 (E−CH2−E') を、アルデヒドまたはケトンと縮合させてアルケンを得る手法である。触媒として塩基が通常用いられる。1898年、エミール・クネーフェナーゲルにより最初の報告がなされた。クネーフェナーゲル反応とも呼ぶ。英語風にノエベナゲル縮合と読まれることもある。
上式のように塩基を触媒とする反応ではまず、活性メチレン化合物から発生したカルバニオンがアルデヒドのカルボニル炭素に付加してアルコールを与える。続いてそのアルコールから速やかに脱水が起こり、アルケンが生成する。この反応の前半部分はアルドール縮合に相当する。
ニトロメタンは活性メチレン化合物ではないが、これを基質として用いたアルケン合成もクネーフェナーゲル縮合とされる。
この縮合と同じような反応で、コハク酸エステルとアルデヒドまたはケトンと縮合させてアルケンを得る手法に Stobbe reaction がある。

## ドブナー法
マロン酸とアルデヒドを基質とし、ピリジンまたはピリジン/ピペリジンを触媒とすると、最終的に脱炭酸まで進み、α,β-不飽和カルボン酸が得られる。この変法は特にドブナー法 (Doebner modification) と呼ばれる。
RCHO  +  CH2(CO2H)2  →  RHC=C(CO2H)2  →  RHC=CHCO2H

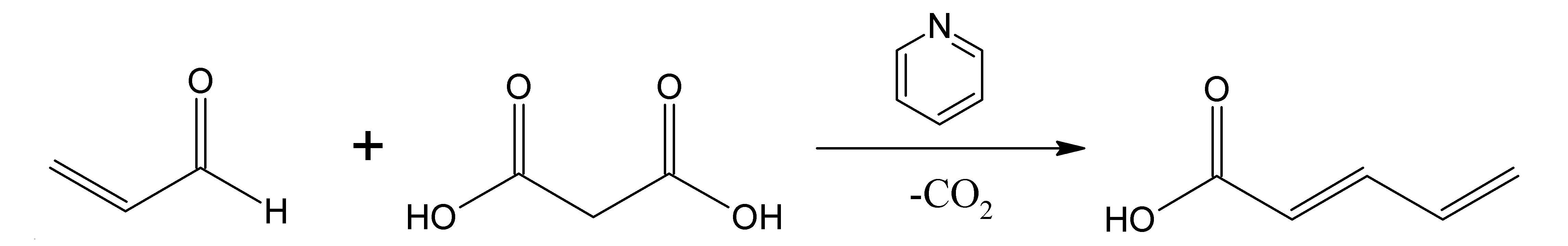
クネーフェナーゲル縮合によるドブナー法の例。アクロレインとマロン酸がピリジンを触媒として反応すると、脱炭酸をして trans-2,4-ペンタジエン酸が得られる。